# Шатойское сельское поселение
Шатойское се́льское поселе́ние — муниципальное образование в Шатойском районе Чеченской Республики Российской Федерации.
Административный центр — село Шатой.

## География
Находится на юге республики в Аргунском ущелье

## Население
| 2010  | 2012  | 2013  | 2014  | 2015  | 2016  | 2017  |
| ----- | ----- | ----- | ----- | ----- | ----- | ----- |
| 2953  | ↗3008 | ↗3087 | ↗3173 | ↗3193 | ↗3255 | ↗3301 |
| 2018  | 2019  | 2020  | 2021  | 2023  | 2024  |       |
| ↗3359 | ↗3418 | ↗3523 | ↘2752 | ↗2774 | ↗2849 |       |

## Состав сельского поселения
| № | Населённый пункт | Тип населённого пункта       | Население |
| - | ---------------- | ---------------------------- | --------- |
| 1 | Хаккой           | село                         | ↗30       |
| 2 | Шатой            | село, административный центр | ↗2953     |